# Bahcsa–U

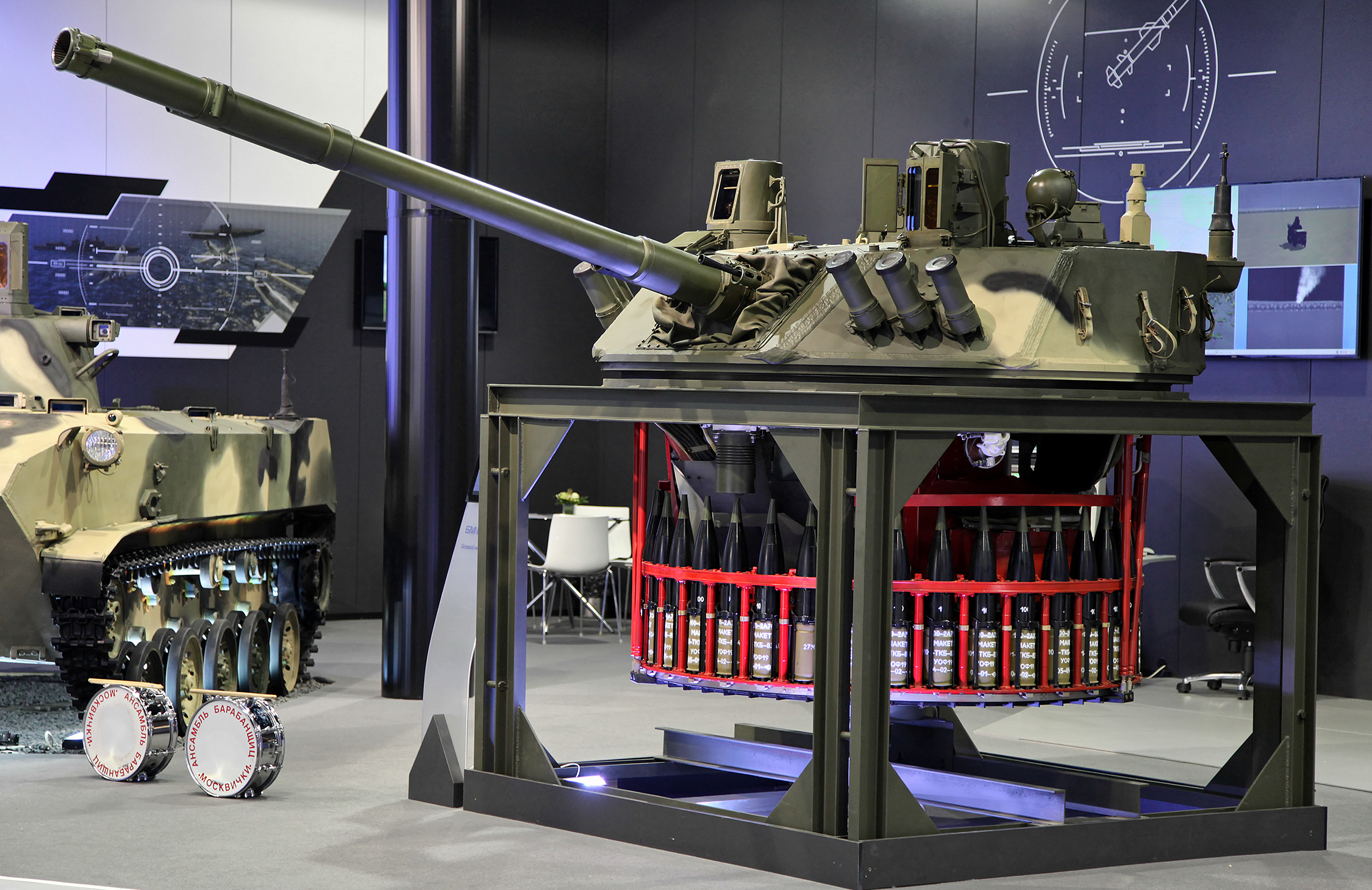
Bahcsa–U torony kiállításon

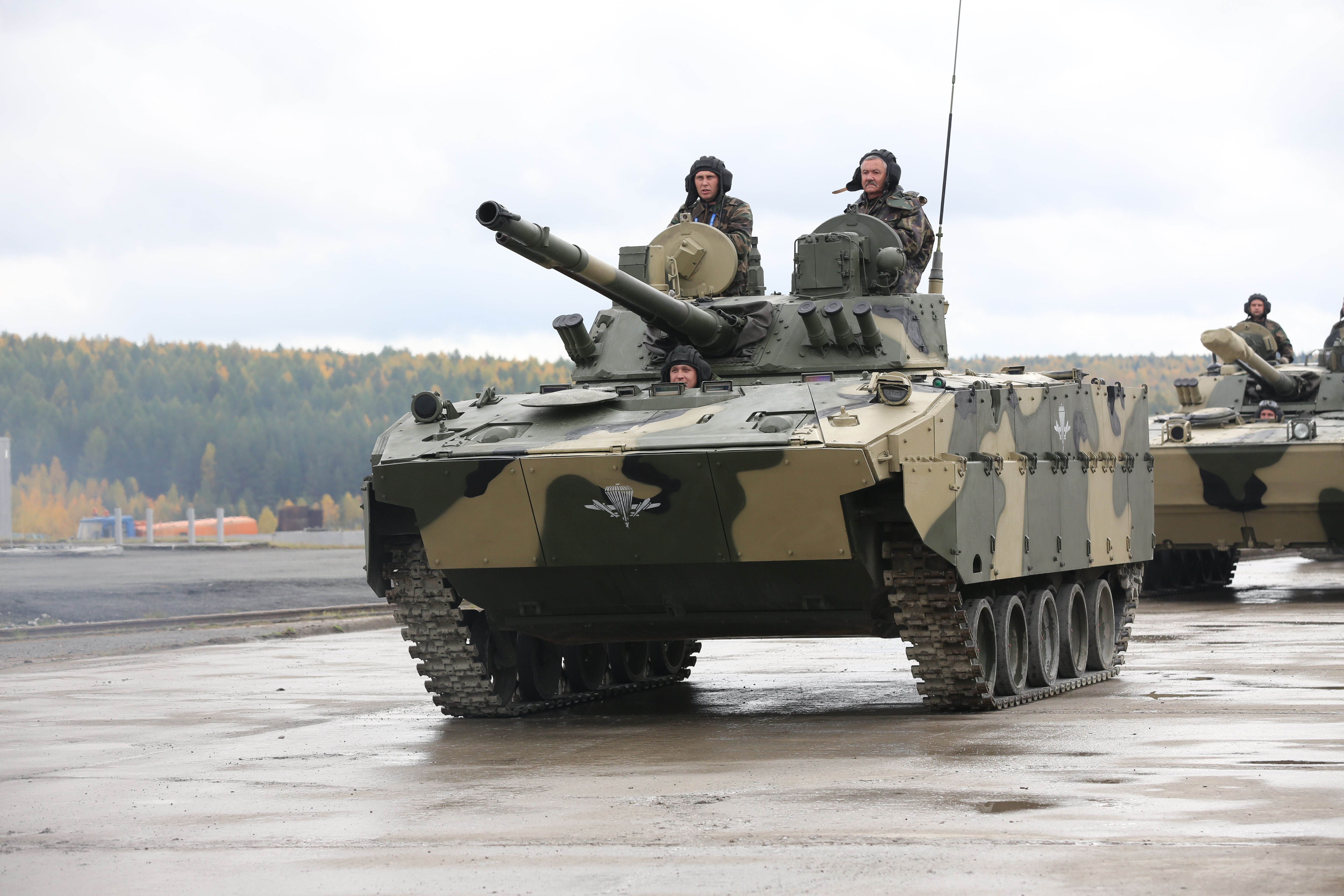
Bahcsa–U torony BMD–4M deszant-harcjárművön

A Bahcsa–U (oroszul: Бахча–У) harcjárművekhez gyártott orosz univerzális toronymodul. A tulai KBP tervező iroda fejlesztette ki. A fejlesztési koncepció szerint olyan erős fegyverzettel látták el, hogy a gyalogsági harcjárművek külön harckocsi- és tüzérségi támogatás nélkül is megfelelő tűztámogatást nyújthassanak a gyalogsági alakulatoknak.
A 3,6 tonna tömegű torony fegyverzetét egy 100 mm-es 2A70-es ágyú, egy 30 mm-es 2A72 típusú gépágyú és egy 7,62 mm-es PKT géppuska alkotja. Automatikus tűzvezető rendszere nappali és éjszakai használatra egyaránt alkalmas. GPS és GLONASZSZ navigációs rendszerrel is felszerelték, így alkalmas zárt pozícióból is tüzet vezetni nem látható célokra. A célzóberendezés többféle üzemmóddal rendelkezik: célzás funkció, hőképalkotó, távolságmérés, rakéta irányítás. A parancsnoki figyelőműszernek panoráma, televíziós és távolságmérő üzemmódjai vannak. Kétsíkú stabilizátorral is ellátták. A 100 mm-es ágyú lőszerjavadalmazása 34 db, emellett páncéltörő rakéta is indítható a csőből. Ehhez a toronyban négy rakéta tárolható. A 30 mm-es gépágyúhoz 245 repesz-romboló és 255 páncéltörő lőszer, a géppuskához 2000 db lőszer áll rendelkezésre.
Gyártása 2005-ben kezdődött el a Scseglovszkij val üzemben. Évente 10-es nagyságrendű mennyiség készül. A toronymodult legfeljebb 20 tonna tömegű harcjárművekhez lehet használni. Így  BMP–2, BMP–3 gyalogsági harcjárművekbe, a BMD–4 és BMD–4M deszant-harcjárművekbe, valamint a BTR–90 páncélozott szállító harcjárművekbe építik be. Emellett naszádokon, kisebb hajókon is használható.